# Jake McGing
Jake McGing (Sydney, 22 maggio 1994) è un ex calciatore australiano, di ruolo difensore.

## Carriera
Il 25 febbraio 2019 viene acquistato a titolo definitivo dalla squadra polacca del Wisła Płock.

## Statistiche

### Presenze e reti nei club
Statistiche aggiornate al 1º dicembre 2021.
| Stagione             | Squadra              | Campionato           | Campionato | Campionato | Coppe nazionali | Coppe nazionali | Coppe nazionali | Coppe continentali | Coppe continentali | Coppe continentali | Altre coppe | Altre coppe | Altre coppe | Totale | Totale |
| Stagione             | Squadra              | Comp                 | Pres       | Reti       | Comp            | Pres            | Reti            | Comp               | Pres               | Reti               | Comp        | Pres        | Reti        | Pres   | Reti   |
| -------------------- | -------------------- | -------------------- | ---------- | ---------- | --------------- | --------------- | --------------- | ------------------ | ------------------ | ------------------ | ----------- | ----------- | ----------- | ------ | ------ |
| 2015-2016            | C.C. Mariners        | AL                   | 23         | 0          |                 | -               | -               |                    | -                  | -                  |             | -           | -           | 23     | 0      |
| 2016-2017            | C.C. Mariners        | AL                   | 26         | 1          |                 | -               | -               |                    | -                  | -                  |             | -           | -           | 26     | 1      |
| 2017-2018            | C.C. Mariners        | AL                   | 25         | 3          | CA              | 1               | 0               |                    | -                  | -                  |             | -           | -           | 26     | 3      |
| 2018-feb. 2019       | C.C. Mariners        | AL                   | 8          | 0          | CA              | 1               | 0               |                    | -                  | -                  |             | -           | -           | 9      | 0      |
| Totale C.C. Mariners | Totale C.C. Mariners | Totale C.C. Mariners | 82         | 4          |                 | 2               | 0               |                    | -                  | -                  |             | -           | -           | 84     | 4      |
| feb.-giu. 2019       | Wisła Płock          | EK                   | 12         | 0          |                 | -               | -               |                    | -                  | -                  |             | -           | -           | 12     | 0      |
| 2019-2020            | Brisbane Roar        | AL                   | 8          | 0          | CA              | 2               | 0               |                    | -                  | -                  |             | -           | -           | 10     | 0      |
| 2020-2021            | Macarthur            | AL                   | 12         | 0          |                 | -               | -               |                    | -                  | -                  |             | -           | -           | 12     | 0      |
| 2021-2022            | Macarthur            | AL                   | 0          | 0          |                 | -               | -               |                    | -                  | -                  |             | -           | -           | 0      | 0      |
| Totale Macarthur     | Totale Macarthur     | Totale Macarthur     | 12         | 0          |                 | -               | -               |                    | -                  | -                  |             | -           | -           | 12     | 0      |
| Totale carriera      | Totale carriera      | Totale carriera      | 114        | 4          |                 | 4               | 0               |                    | -                  | -                  |             | -           | -           | 118    | 4      |

## Palmarès

### Club

#### Competizioni nazionali
- FFA Cup: 1

Macarthur: 2022